# Efsztáthiosz Horafász
Efsztáthiosz Horafász (görögül: Ευστάθιος Χωραφάς) Görögország, Kefaloniá, 1871. – ?) kétszeres olimpiai bronzérmes görög úszó.
A legelső újkori nyári olimpián, az 1896. évi nyári olimpiai játékokon, Athénban indult úszásban, három versenyszámban, a 100 méteres gyorsúszásban, 500 méteres gyorsúszásban és 1200 méteres gyorsúszásban. 500 és 1200 méteren bronzérmet szerzett.
Klubcsapata a Kefallinia volt.